# 维耶兹德诺耶
维耶兹德诺耶（羅馬化：Vyyezdnoye）是俄罗斯下诺夫哥罗德州的市级镇，属阿尔扎马斯区，地处下诺夫哥罗德州南部，位于伏尔加河流域奥卡河支流乔沙河畔，在州府下诺夫哥罗德南偏西方，东与区行政中心阿尔扎马斯隔河相望。
该地2021年人口有7,654人；2010年人口8,089；2002年人口7,992；1989年人口8,310。